# New London (Minnesota)
New London é uma cidade localizada no estado americano de Minnesota, no Condado de Kandiyohi.

## Demografia
Segundo o censo americano de 2000, a sua população era de 1066 habitantes.
Em 2006, foi estimada uma população de 1274, um aumento de 208 (19.5%).

## Geografia
De acordo com o United States Census Bureau tem uma área de 2,7 km², dos quais 2,5 km² cobertos por terra e 0,2 km² cobertos por água. New London localiza-se a aproximadamente 368 m acima do nível do mar.

## Localidades na vizinhança
O diagrama seguinte representa as localidades num raio de 20 km ao redor de New London.